# Campeonato Sanmarinense 1995-96
El Campeonato sanmarinense 1995-96 fue la undécima edición del  Campeonato sanmarinense de fútbol. Libertas  conquistó su primer título al vencer por 4-1 al Cosmos en la final

## Equipos participantes
| Club             | Ciudad         |
| ---------------- | -------------- |
| Cailungo         | Borgo Maggiore |
| Cosmos           | Serravalle     |
| Domagnano        | Domagnano      |
| Faetano          | Faetano        |
| Folgore/Falciano | Serravalle     |
| La Fiorita       | Montegiardino  |
| Murata           | San Marino     |
| San Giovanni     | Borgo Maggiore |
| Tre Fiori        | Fiorentino     |
| Virtus           | Acquaviva      |

#### Ascensos y descensos
| Pos. | Descendidos del Campeonato 1994-95 |
| ---- | ---------------------------------- |
| 9.º  | Libertas                           |
| 10.º | Juvenes                            |

| Pos. | Ascendidos de Serie A2 1994-95 |
| ---- | ------------------------------ |
| 1.º  | San Giovanni                   |
| 2.º  | Folgore/Falciano               |

## Tabla de posiciones
|  |     | Equipo           | PTS | PJ | PG | PE | PP | GF | GC | DG  |
|  | --- | ---------------- | --- | -- | -- | -- | -- | -- | -- | --- |
|  | 1.  | Cosmos           | 33  | 18 | 10 | 3  | 5  | 29 | 20 | 9   |
|  | 2.  | Murata           | 31  | 18 | 8  | 7  | 3  | 29 | 15 | 14  |
|  | 3.  | La Fiorita       | 29  | 18 | 8  | 5  | 5  | 23 | 17 | 6   |
|  | 4.  | San Giovanni     | 28  | 18 | 7  | 7  | 4  | 26 | 24 | 2   |
|  | 5.  | Folgore/Falciano | 27  | 18 | 7  | 6  | 5  | 22 | 18 | 4   |
|  | 6.  | Domagnano        | 26  | 18 | 7  | 5  | 6  | 22 | 16 | 6   |
|  | 7.  | Tre Fiori        | 26  | 18 | 8  | 2  | 8  | 23 | 25 | -2  |
|  | 8.  | Virtus           | 21  | 18 | 5  | 6  | 7  | 22 | 26 | -4  |
|  | 9.  | Cailungo         | 15  | 18 | 3  | 6  | 9  | 20 | 32 | -12 |
|  | 10. | Faetano          | 10  | 18 | 3  | 1  | 14 | 16 | 39 | -23 |

|  | Clasificación a Play-Offs |

## Play-offs

#### Primera ronda
|}

#### Segunda ronda
| Equipo 1     | Resultado | Equipo 2   |
| ------------ | --------- | ---------- |
| San Giovanni | 0–1       | Libertas   |
| Murata       | 2–4       | La Fiorita |

|}

#### Tercera ronda
| Equipo 1     | Resultado    | Equipo 2 |
| ------------ | ------------ | -------- |
| San Giovanni | 2–0          | Murata   |
| La Fiorita   | 2–2 (4:3 p.) | Libertas |

|}

#### Semifinal
| Equipo 1 | Resultado | Equipo 2   |
| -------- | --------- | ---------- |
| Libertas | 3–0       | Libertas   |
| Cosmos   | 1–0       | La Fiorita |

|}

#### Final
| Equipo 1 | Resultado  | Equipo 2   |
| -------- | ---------- | ---------- |
| Libertas | 4–3 (t.s.) | La Fiorita |

|}

| Equipo 1 | Resultado | Equipo 2 |
| -------- | --------- | -------- |
| Libertas | 4–1       | Cosmos   |

| Campeón            |
|                    |
| Libertas 1° título |